# Barbosa (kommun i Brasilien)
Barbosa är en kommun i Brasilien.   Den ligger i delstaten São Paulo, i den södra delen av landet, 600 km söder om huvudstaden Brasília. Antalet invånare är 6 593.
Följande samhällen finns i Barbosa:
- Barbosa

Trakten runt Barbosa består i huvudsak av gräsmarker. Runt Barbosa är det ganska glesbefolkat, med 35 invånare per kvadratkilometer.